# Lage (Immobilie)
Unter Lage versteht man in der Immobilienwirtschaft den genauen geografischen Standort von Grundstücken oder grundstücksgleichen Rechten unter Berücksichtigung ihrer Nutzung.

## Allgemeines
Der Standort als Determinativkompositum ist der Ort, an welchem sich eine Immobilie geografisch befindet. Die Lage ist als Standortfaktor allgemein bei der Wertermittlung und speziell bei der Grundstücksbewertung von entscheidender Bedeutung. Sie ist der wesentlichste, nicht-materielle preis- und wertbeeinflussende Faktor. Standort und Lage sind keine Synonyme. Während jede Lage einen Standort hat, wird aus einem Standort erst eine Lage „durch die nutzungsspezifisch unterschiedlich zu beurteilenden Umfeldbedingungen und die sich im Zeitablauf ändernden Marktgegebenheiten …“. Dabei werden die Anforderungen an die Lage wesentlich durch die Nutzungsabsicht bestimmt. In der Immobilienprojektentwicklung werden für die Errichtung einer Immobilie die drei Faktoren Kapital, Idee und Standort miteinander kombiniert. Während Idee und Kapital auch nach der Errichtung einer Immobilie noch als weitgehend variabel und beeinflussbar zu bezeichnen sind, ist eine einmal getroffene Standortentscheidung durch die hohen Transaktionskosten praktisch nicht mehr beeinflussbar. Der Standort ist deshalb einer der wenigen, bei Immobilien nicht änderbaren Faktoren.

## Arten
Bei der Lage unterscheidet man zwischen Makro- und Mikrolage. Diese Begriffe entsprechen der topografischen Raum- bzw. Ortslage. Während die Makrolage Bezug auf das großräumige Umfeld nimmt, in dem sich die Immobilie befindet (etwa innerhalb der Kleinstadt, Großstadt, Region, des Staates oder des Kontinents des Immobilienstandorts), wird unter Mikrolage das direkte bzw. kleinräumige Umfeld der Immobilie verstanden. Die Mikrolage betrachtet mithin das nachbarschaftliche Umfeld eines Grundstücks. Bei einem städtischen Grundstück ist im Rahmen der Makrolage die Stadt und der Stadtteil im Mittelpunkt der Beurteilung, bei einer Mikrolage spielt die Straße und ihre nähere Umgebung (Nachbarschaft) eine Rolle.

## Wohn- und Gewerbeimmobilien
Wegen der unterschiedlichen Nutzung und deren Auswirkung auf die Standortfrage unterscheidet man zwischen Wohn- und Gewerbeimmobilien. Für Wohn- und Gewerbeimmobilien gelten als gemeinsame Standortfaktoren die Verkehrsanbindung, Anbindung an den ÖPNV, Hausanschluss oder gegebenes Baurecht.

### Wohnimmobilien
Die Lage von Wohnimmobilien wird Wohnlage genannt. Wesentliche Kriterien sind insbesondere die vorhandene Versorgungsinfrastruktur, sozialer Status der Gegend (von sozialem Brennpunkt bis Villenkolonie), Freizeitangebot, vorhandene Naherholungsgebiete, Immissionslage, Ruhesituation oder Nutzungsdichte.

### Gewerbeimmobilien
Die Lage von Gewerbeimmobilien heißt Geschäftslage. Für den Erfolg des Gewerbes sind insbesondere folgende Kriterien von Bedeutung: Bevölkerungsentwicklung, Bevölkerungsstruktur, Kaufkraftpotenzial, vorhandene Parkplätze, Passantenfrequenz (im Handel), Straßenanschlüsse, Bahnhof, Hafen oder Flughafen (Industrie).

## Klassifizierung
Die Zusammenfassung aller Lagekriterien kann zu je vier untereinander abgestuften Hauptgruppen verdichtet werden:
- Wohnimmobilien:
  - Bestlage
  - gute Lage
  - durchschnittliche Lage
  - einfache Lage.
- Gewerbeimmobilien:
  - 1A-Lage
  - 2A-Lage
  - 1B-Lage
  - 2B-Lage.

Bei Wohngebieten unterscheidet man reine Wohngebiete (§ 3 BauNVO), allgemeine Wohngebiete (§ 4 BauNVO), besondere Wohngebiete (§ 4a BauNVO), Dorfgebiete (§ 5 BauNVO), Mischgebiete (§ 6 BauNVO) und urbane Gebiete (§ 6a BauNVO). Gewerbeimmobilien sind bereits teilweise in Mischgebieten, urbanen Gebieten und auch Kerngebieten (§ 7 BauNVO) zulässig. Ausschließlich gewerbliche Nutzung gibt es in Gewerbegebieten (§ 8 BauNVO) und Industriegebieten (§ 9 BauNVO).
Gewerbeimmobilien in A-Lagen besitzen eine Passantenfrequenz von 10000 bis 15500 Passanten/Stunde (Fußgängerzonen), B-Lagen erreichen 40–75 % dieser Frequenz. Es ist zu vermuten, dass in der Straße, in der die höchste Passantenfrequenz besteht, die höchste Kaufkraft der Innenstadt herrscht. Hieraus lässt sich schließen, dass es sich dort um eine 1A-Lage handelt. Je geringer die Passantenfrequenz, umso schlechter ist die Lage einer Immobilie. Manche Autoren fügen bei Gewerbeimmobilien noch eine 1C-Lage für den am wenigsten attraktiven Standort hinzu, der eine Passantenfrequenz von unter 40 % der A-Lage aufweist.

## Rechtsfragen
Der Verkehrswert (Marktwert) von Immobilien wird gemäß § 194 BauGB durch „den Preis bestimmt, der in dem Zeitpunkt, auf den sich die Ermittlung bezieht, im gewöhnlichen Geschäftsverkehr nach den rechtlichen Gegebenheiten und tatsächlichen Eigenschaften, der sonstigen Beschaffenheit und der Lage des Grundstücks oder des sonstigen Gegenstands der Wertermittlung ohne Rücksicht auf ungewöhnliche oder persönliche Verhältnisse zu erzielen wäre“. Damit ist die Grundstückslage ein integraler Bestandteil der Legaldefinition des Verkehrswerts. Aufgrund der in § 195 BauGB vorgesehenen Kaufpreissammlung sind im Baurecht gemäß § 196 BauGB flächendeckend durchschnittliche Lagewerte für den Boden unter Berücksichtigung des unterschiedlichen Entwicklungszustands zu ermitteln (Bodenrichtwerte). Gemäß § 4 Abs. 2 ImmoWertV bestimmt sich der Zustand eines Grundstücks nach der Gesamtheit der verkehrswertbeeinflussenden rechtlichen Gegebenheiten und tatsächlichen Eigenschaften, der sonstigen Beschaffenheit und der Lage des Grundstücks. Lagemerkmale von Grundstücken sind gemäß § 6 Abs. 4 ImmoWertV insbesondere die Verkehrsanbindung, die Nachbarschaft, die Wohn- und Geschäftslage sowie die Umwelteinflüsse.

## Bedeutung
Je höher die Klassifizierungsstufe ist, umso höher liegt der Marktwert einer ansonsten vergleichbaren Immobilie. Der Marktwert einer Immobilie steht und fällt deshalb mit ihrer Lage. Die Klassifizierung wirkt sich damit auf den Immobilienkaufpreis und die Höhe der Miete aus, bei Immobilienfinanzierungen fließt die Klassifizierung der Lage in das Objektrating ein. Während der Cashflow des Beleihungsobjekts und die Lage zu je 30 % im Rating von Gewerbeimmobilien gewichtet sind, tragen Immobilienmarkt und Objekt zu je 20 % bei.